# 刺隅蛛
刺隅蛛（学名：Tegenaria aculeata）为漏斗蛛科隅蛛属的动物。在中国大陆，分布于湖南、广西等地。该物种的模式产地在湖南、广西。